# Citadel (entreprise)
Pour les articles homonymes, voir Citadel.
Citadel LLC (précédemment Citadel Investment Group, LLC) est un fonds d'investissement alternatif (hedge fund) américain.
Fondé en 1990 par le trader Kenneth C. Griffin le fonds propose des services d'investissement au travers de différentes stratégies et classes d'actifs. Le fonds exploite deux activités principales : Citadel, l'un des plus grands gestionnaires d'actifs alternatifs au monde avec plus de 62.3 milliards de dollars d'actifs sous gestion au 31 décembre 2022; et Citadel Securities, l'un des principaux teneurs de marché dans le monde, dont les produits de négociation comprennent des actions, des options sur actions et des swaps de taux d'intérêt pour les clients particuliers et institutionnels.
L'entreprise compte plus de 1 400 employés. Depuis 2022 son siège social est situé à Miami dans le Southeast Financial Center, son siège opérationnel est situé à Manhattan et la société a des bureaux en Amérique du Nord, en Asie et en Europe.
En 2022, Citadel a généré 16 milliards de dollars de bénéfice. Il s'agit du plus gros bénéfice de l'histoire pour un fonds spéculatif.

## Sociétés du groupe Citadel
Il existe trois sociétés : Citadel (un gestionnaire d'actifs), Citadel Securities (un teneur de marché) et Citadel Technology.

### Citadel
Depuis janvier 2016, Citadel est l'un des plus grands gestionnaires d'actifs au monde. Citadel était le deuxième plus grand fonds spéculatif multi-stratégies au monde en 2006. Le groupe de hedge funds de Citadel se classe parmi les hedge funds les plus importants et les plus performants au monde.
En 2014, Citadel est devenu le premier fonds spéculatif étranger à réaliser une levée de fonds en yuan dans le cadre d'un programme permettant aux investisseurs chinois d'investir dans des fonds spéculatifs étrangers.

#### Stratégies d'investissement
Citadel gère des fonds selon cinq stratégies d'investissement différentes, y compris les actions, les matières premières, les obligations, les stratégies quantitatives et le crédit.
Produits de base - Griffin a commencé à recruter des négociants en énergie d'Enron, le lendemain de son effondrement, pour une nouvelle entreprise comprenant «une équipe de négociants, de météorologues et de chercheurs» créant l'un des plus grands groupes de commerce d'énergie en 2011.
Réassurance - Citadel voulait allouer le capital d'investissement avec ses deux fonds, Kensington Global Strategies Fund Ltd et Citadel Wellington LLC, à des investissements que la société pensait être non corrélés avec leurs autres stratégies d'investissement. Pour ce faire, Citadel, par capitalisation via ses fonds, est entré dans le secteur de la réassurance, qui fournit aux compagnies d'assurance leurs propres polices d'assurance, pour répartir le risque de pertes des clients, en 2004. Citadel a fondé CIG Reinsurance Ltd (CIG Re), un réassureur contre les catastrophes basé aux Bermudes fournit un capital de 450 millions de dollars. Citadel a également fondé le réassureur de 500 millions de dollars New Castle Re en 2005, cherchant à capitaliser sur la hausse des prix de la réassurance à la suite des dommages causés par l'ouragan Katrina aux coûts de couverture des biens,. En 2006, les deux fonds de Citadel avaient investi environ 10 pour cent de ses actifs dans la réassurance.
Citadel a mis fin à CIG Re en novembre 2008 parce que la société ne pouvait pas obtenir une note de solidité financière et ne pouvait donc pas rivaliser par rapport aux autres sociétés du secteur. En janvier 2009, New Castle RE a été dissoute.
Gestion des risques - La philosophie de gestion des risques de l'entreprise se concentre sur trois domaines principaux: l'allocation du capital-risque, l'exposition au stress et la gestion des liquidités.
En avril 2015, Ben S. Bernanke, qui avait été président de la Réserve fédérale américaine pendant huit ans, a rejoint Citadel en tant que conseiller principal sur les questions économiques et financières mondiales.

### Citadel Securities

#### Teneur de marché
Citadel Securities a été créée en 2001 et est un teneur de marché, fournissant des liquidités et des transactions à des clients de détail et institutionnels. Le trading automatique de Citadel Securities a abouti à un trading plus fiable à moindre coût, avec des spreads plus serrés. Barron's a récemment classé Citadel Securities n°1 pour ce qui est de l'amélioration des prix des investisseurs en actions S&P 500 et non S&P. En 2009, Citadel Investment Group et le Chicago Mercantile Exchange se sont associés pour créer une plate-forme de trading automatique de swaps de crédit sur défaut.
Citadel Securities est le plus grand teneur de marché d'options aux États-Unis, exécutant environ 25% du volume d'options sur actions cotées aux États-Unis. Selon le Wall Street Journal, environ un tiers des commandes d'actions des investisseurs individuels sont exécutées via Citadel, qui représente environ 10% des revenus de l'entreprise. Citadel Securities exécute également environ 13% du volume consolidé des actions américaines et 28% du volume des actions américaines de détail. En 2014, Citadel Securities a élargi son offre de tenue de marché aux swaps de taux d'intérêt, l'un des dérivés les plus couramment négociés. En 2015, Citadel Securities était devenu le plus grand négociant de swaps de taux d'intérêt au monde en nombre de transactions remplaçant les banques de Wall Street.
Pendant la pandémie de coronavirus de 2020, Citadel Securities a doublé son bénéfice, gagnant 4 milliards de dollars de revenus au cours du premier semestre 2020 en raison d'une augmentation de la volatilité et du commerce de détail.
En octobre 2020, Citadel Securities a annoncé l'acquisition de l'unité de tenue de marché NYSE de l'IMC. Ce mois-là également, Citadel Securities a intenté une action en justice contre la Securities and Exchange Commission au sujet de la décision de la SEC d'approuver un nouveau type d'ordre «D-Limit» pour IEX (en).

#### Problèmes réglementaires
Sur une période de deux ans jusqu'en septembre 2014, des centaines de milliers d'ordres de gré à gré importants ont été supprimés de son système de négociation automatique, rendant les ordres «inactifs» de sorte qu'ils devaient être traités manuellement par des commerçants humains. Citadel Securities a alors "négocié pour son propre compte du même côté du marché à des prix qui auraient satisfait les ordres", sans exécuter immédiatement les ordres inactifs à des prix identiques ou meilleurs comme l'exigent les règles de la FINRA.
En 2014, Citadel a été condamné à une amende de 800 000 $ USD pour des irrégularités dans ses pratiques trading entre le 18 mars 2010 et le 8 janvier 2013.
En 2017, Citadel a été condamné à une amende de 22 millions de dollars par la SEC pour avoir induit des clients en erreur quant à la façon dont elle fixait le prix des transactions.
En 2018, Citadel a été contraint par la SEC de payer 3.5 millions de dollars pour des violations résultant de rapports incorrects pour près de 80 millions de transactions entre 2012 et 2016.
En 2018, l agence d’informations économiques et financières Bloomberg a signalé que 40% des revenus de Robinhood provenaient de la vente d'ordres de clients à des entreprises telles que Citadel Securities et Two Sigma Securities.
En janvier 2020, Citadel a payé un règlement de 670 millions de yuans (97 millions de dollars) pour des irrégularités commerciales présumées datant de 2015.
Citadel Securities a été condamné à une amende de 700 000 $ par la FINRA en juillet 2020 pour avoir négocié avant les commandes des clients. Ils ont retardé certains ordres d'achat d'actions de clients pour acheter ou vendre des actions tout en continuant à négocier les mêmes actions pour son propre compte, dans le cadre de ses activités de tenue de marché, selon la FINRA.
En septembre 2020, Robinhood a été interrogé par la SEC pour savoir s'il avait correctement informé ses clients qu'ils vendaient des ordres de clients à des sociétés de trading haute fréquence et à d'autres sociétés de Wall Street.

### Revenus
Au premier semestre 2022 Citadel Securities a perçu un revenu net de 4,2 milliards de dollars.

## Affaires corporatives

### Des employés
Le fonds est devenu connu pour avoir l'un des plus gros taux de rotation de personnel à Chicago, gagnant le surnom de «porte tournante de Chicago».